# Adicella magna
Adicella magna is een schietmot uit de familie Leptoceridae. De soort komt voor in het Afrotropisch gebied.